# La Concordia (Chiapas)
La Concordia è un comune messicano, nello stato del Chiapas. Conta 49 920 abitanti secondo le stime del censimento del 2020. 

Dal 1983, in seguito alla divisione del Sistema de Planeación, è ubicata nella regione economica IV: FRAILESCA.